# قائمة أفلام صباح
لصباح 85 فيلم بين مصري ولبناني وسوري شاركت فيه وهذه القائمة جزء منها:
- أيام اللولو (1986)
- المخطوف (1983)
- ليلة بكى فيها القمر (1980)
- كلام في الحب (1973)
- شلة المشاغبين (1973)
- جيتار الحب (1973)
- باريس والحب (1972)
- عجيب أفندي (1971)
- كانت أيام (1970)
- نار الشوق (1970)
- عصابة النساء (1969)
- وادي الموت (1968)
- فندق الأحلام (1968)
- أهلا بالحب (1968)
- إيدك عن مراتي (1968)
- 3 نساء (1968)
- كرم الهوى (1967)
- شارع الضباب (1967)
- رحلة السعادة (1966)
- المليونيرة (1966)
- موال (1966)
- بيروت صفر 11 (1966)
- ليالي الشرق (1965)
- حبيبة الكل (1965)
- الصبا والجمال (1965)
- فاتنة الجماهير (1964)
- إنت عمري (1964)
- أفراح الشباب (1964)
- عقد اللولو (1964)
- المتمردة (1963)
- منتهى الفرح (1963)
- لبنان في الليل (1963)
- الأيدي الناعمة (1963)
- القاهرة في الليل (1963)
- هذا الرجل أحبه (1962)
- الليالي الدافئة (1962)
- طريق الدموع (1961)
- الحب كده (1961)
- جوز مراتي (1961)
- معبد الحب (1961)
- حلاق السيدات (1960)
- الرباط المقدس (1960)
- ثلاثة رجال وامرأة (1960)
- العتبة الخضراء (1959)
- الرجل الثاني (1959)
- توبة (1958)
- مجرم في إجازة (1958)
- حبيب حياتي (1958)
- شارع الحب (1958)
- سلم علي الحبايب (1958)
- مهرجان الحب (1958)
- نهاية حب (1957)
- إغراء (1957)
- وكر الملذات (1957)
- إزاي أنساك (1956)
- صحيفة السوابق (1956)
- وهبتك حياتي (1956)
- قلبي يهواك (1955)
- دموع في الليل (1955)
- ثورة المدينة (1955)
- يا ظالمني (1954)
- خطف مراتي (1954)
- فاعل خير (1953)
- لحن حبي (1953)
- ظلموني الحبايب (1953)
- الحب في خطر (1951)
- خدعني أبي (1951)
- سيبوني أغني (1950)
- الآنسة ماما (1950)
- أختي ستيته (1950)
- الليل لنا (1949)
- بلبل أفندي (1948)
- قلبي وسيفي (1947)
- صباح الخير (1947)
- أنا ستوتة (1947)
- لبناني في الجامعة (1947)
- إكسبريس الحب (1946)
- أول نظرة (1946)
- عدو المرأة (1946)
- شمعة تحترق (1946)
- سر أبي (1946)
- بنت الشرق (1946)
- أول الشهر (1945)
- القلب له واحد (1945)
- هذا جناه أبي (1945)